# Sante Crepaldi
Sante Crepaldi (Porto Tolle, 8 febbraio 1957) è un ex calciatore italiano, di ruolo attaccante.

## Carriera

### Gli esordi: dallo Scardovari alla Fiorentina
Cresce nel settore giovanile dello Scardovari, con cui vince un campionato Allievi provinciale nel 1971. Passa quindi al Baracca Lugo per due stagioni; nella seconda esordisce in prima squadra, militante in Serie D sotto la guida di Ezio Pascutti, nel 2-2 interno contro la Civitanovese.
Cercato da Roma, Cesena e Fiorentina, si trasferisce nella compagine viola, dove milita per tre stagioni nelle formazioni giovanili (Allievi, Berretti e Primavera), avendo come allenatori Giuseppe Virgili, Amarildo, Sergio Cervato e Renzo Ulivieri. Con la Berretti di Amarildo vince uno scudetto nella stagione 1974-1975, giocando in compagnia di Giovanni Galli e Antonio Di Gennaro.

### La prima squadra a Firenze, Rimini e Piacenza
Nella stagione 1975-1976 si affaccia per la prima volta in prima squadra: Carlo Mazzone lo fa esordire a Londra, nella Coppa di Lega Italo-Inglese vinta contro il West Ham Utd. Nel campionato di Serie A 1976-1977 arriva anche l'esordio nella massima divisione: disputa 4 incontri realizzando 2 reti (all'esordio il 20 marzo nella vittoria per 1-0 sul campo del Catanzaro e il successivo 17 aprile nel 2-2 in rimonta casa della Sampdoria), e colleziona anche 5 presenze in Coppa Mitropa.
Nella stagione seguente gioca una gara in Coppa UEFA contro lo Schalke 04 e una in Coppa Italia; a novembre viene ceduto in prestito al Rimini, dove disputa 22 incontri in Serie B, andando a segno in 4 occasioni, sotto la guida di Osvaldo Bagnoli. In quella stessa stagione gioca e vince con la Fiorentina il Torneo di Viareggio, battendo in finale il Perugia. Rientrato a Firenze, passa in comproprietà al Piacenza, in Serie C1: con 17 reti realizzate è il capocannoniere del girone A della neonata Serie C1. La Fiorentina ne riscatta quindi la comproprietà, ma lo lascia ancora a Piacenza, dove fa coppia in attacco con Giuliano Fiorini. La seconda stagione piacentina non ricalca la prima: problemi al ginocchio  e di compatibilità tattica con Fiorini limitano il suo contributo a sole 5 reti.

### Il declino
Ripreso alle buste dalla Fiorentina, viene ceduto definitivamente al Fano, sempre in Serie C1. I marchigiani terminano il campionato al terzo posto, a ridosso delle prime, ma il contributo di Crepaldi è marginale (15 presenze e 3 reti) a causa dei cronici problemi fisici. Riparte quindi dalla Serie D con il Viareggio, con cui ritorna in piena efficienza e mette a segno 14 reti nel campionato 1982-1983. In vista del matrimonio, decide di riavvicinarsi a casa passando al Contarina, sempre in Serie D, e poi tornando allo Scardovari, dove milita per tre stagioni in Promozione e Prima Categoria prima di ritirarsi definitivamente all'inizio del campionato 1988-1989.

## Palmarès

### Club

#### Competizioni giovanili
- Torneo di Viareggio: 1

Fiorentina: 1974

#### Competizioni internazionali
- Coppa di Lega Italo-Inglese: 1

Fiorentina: 1975

### Individuale
- Capocannoniere della Serie C1: 1

1978-1979 (17 gol)